# Copa del Mundo de Polo en Nieve de la FIP

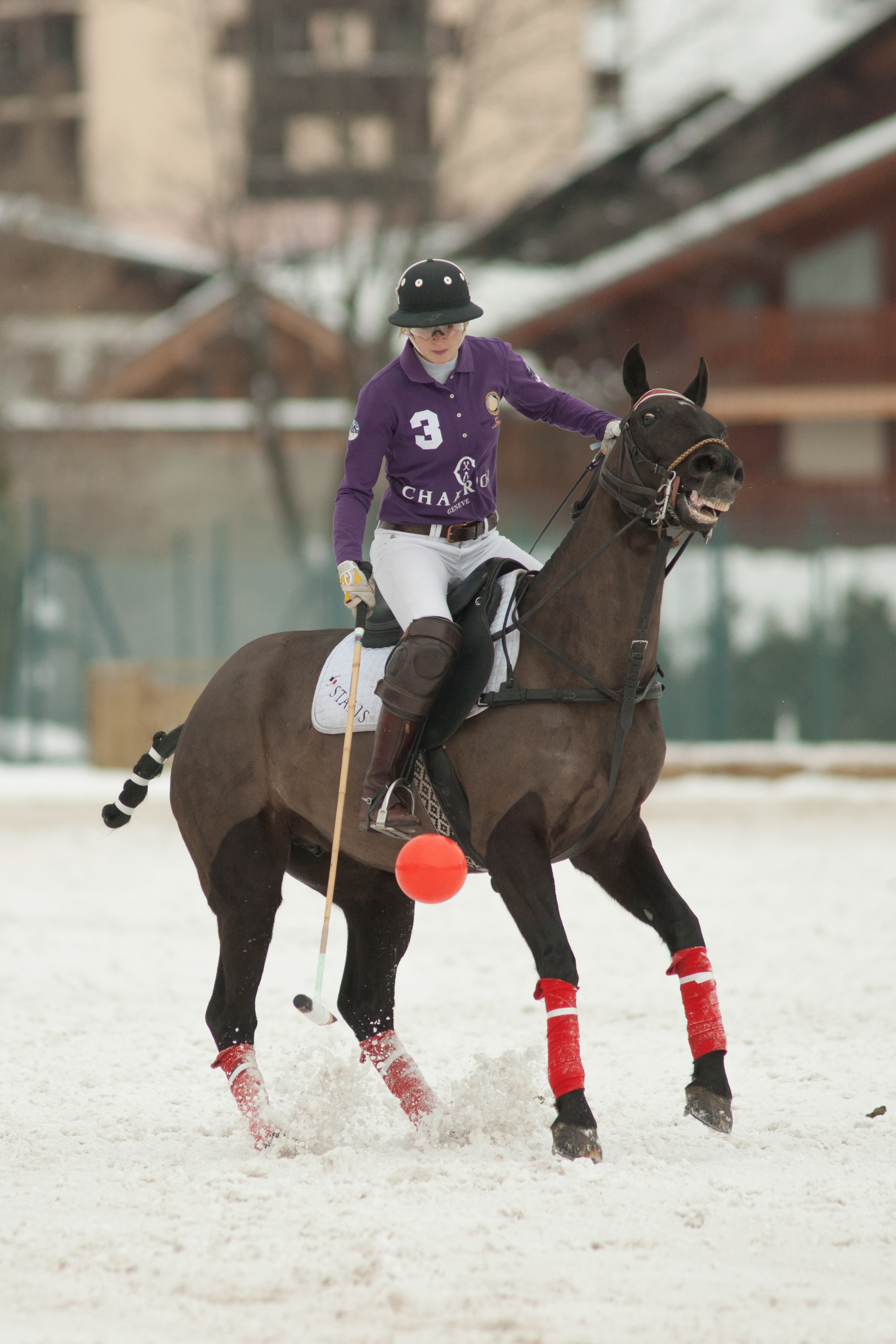
Dama practicando polo en nieve.

La Copa del Mundo de Polo en Nieve, oficialmente llamada FIP Snow Polo World Cup, fue una competición organizada por la Federación Internacional de Polo (FIP), para definir a la mejor selección de polo sobre superficie nevada.  El origen del evento tiene su antecedente en la realización del Desafío Asiático de Polo en Nieve de 2011, organizado por el Tianjin Goldin Metropolitan Polo Club y la Asociación Ecuestre China. Debido al éxito logrado en este, la FIP vio con dicha organización la posibilidad de sostener un torneo que se transformara en el más relevante a nivel mundial respecto a esta variante del deporte ecuestre, instituyéndose al año siguiente la primera edición de esta competencia, la que ha sido llevada a cabo anualmente. El día 5 de enero de 2021 se anunció que el torneo dejará de disputarse debido al poco interés del público y la falta de organización para llevar el evento a cabo.

## Resultados
Medallero histórico
| Núm. | País           | Oro | Plata | Bronce | Total |
| ---- | -------------- | --- | ----- | ------ | ----- |
| 1    | Hong Kong      | 3   | 2     | 0      | 5     |
| 2    | Inglaterra     | 1   | 1     | 2      | 4     |
| 3    | Argentina      | 1   | 1     | 1      | 3     |
| 4    | Brasil         | 1   | 0     | 0      | 1     |
| 5    | Sudáfrica      | 0   | 1     | 1      | 2     |
| 6    | Estados Unidos | 0   | 1     | 0      | 1     |
| 7    | Chile          | 0   | 0     | 2      | 2     |

Detalle de finales
| Edición | Año  | Sede            |            | Oro    | Final Resultado | Plata      |               | Bronce     | Resultado | Cuarto lugar |
| I       | 2012 | Tianjin (China) | Hong Kong  | 7 - 4  | Sudáfrica       | Inglaterra | 8 - 7         | Argentina  |           |              |
| II      | 2013 | Tianjin (China) | Hong Kong  | 5 - 4  | Argentina       | Inglaterra | 6 - 3         | Sudáfrica  |           |              |
| III     | 2014 | Tianjin (China) | Inglaterra | 6 - 5  | Hong Kong       | Chile      | 9 - 9 (3 - 2) | Brasil     |           |              |
| IV      | 2015 | Tianjin (China) | Brasil     | 11 - 5 | Estados Unidos  | Argentina  | 8 - 5         | Francia    |           |              |
| V       | 2016 | Tianjin (China) | Hong Kong  | 5 - 4  | Inglaterra      | Chile      | 8 - 7         | Argentina  |           |              |
| VI      | 2017 | Tianjin (China) | Argentina  | 6 - 5  | Hong Kong       | Sudáfrica  | 5 - 3         | Inglaterra |           |              |